# Martagny
Martagny település Franciaországban, Eure megyében. Lakosainak száma 136 fő (2022. január 1.). Martagny Bézu-la-Forêt, Mesnil-sous-Vienne, Montroty és Neuf-Marché községekkel határos.

## Népesség
A település népességének változása:
| Lakosok száma | 102  | 89   | 94   | 136  | 135  | 146  | 152  | 150  | 146  | 136  |
|               | 1968 | 1982 | 1990 | 2006 | 2013 | 2015 | 2017 | 2019 | 2020 | 2022 |